# Ladislav Leško
Ladislav Leško, skladatelj, aranžer in dirigent, * 25. april 1932, Velika Ves, Krapina, Jugoslavija (danes Hrvaška), † 13. februar 2007, Ljubljana, Slovenija.
Ladislav Leško je bil vsestranski glasbenik, avtor številnih skladb, orkestracij in priredb za veliki pihalni orkester, plesni orkester, kot tudi za manjšo godbo in različne komorne sestave.

## Življenje in delo
Lado (včasih podpisan tudi kot Vlado ali Vladislav) se je rodil leta 1932 v kmečki družini v Hrvaškem Zagorju.
Po končani osnovni šoli je igral klavir in kitaro, v Zagrebu se je učil igranja violine in trobente.
Leta 1944 je bil sprejet v vojaško glasbeno šolo, leta 1959 pa v šolo za vojaške dirigente v Vukovarju.
Tam je vodil tudi veliki zabavni orkester.
Kot poklicni vojaški glasbenik je od leta 1962 služboval v Vojaškem orkestru Ljubljana.
Najprej je bil v orkestru pomočnik dirigenta in aranžer, kasneje pa njegov dirigent do upokojitve leta 1986.
Leta 1957 je sodeloval pri ustanovitvi pihalne godbe v Straži pri Novem mestu in postal njen prvi dirigent.
Pihalni orkester Krka (kot se ta godba imenuje danes) je še vedno dejaven, zelo uspešen in mednarodno uveljavljen sestav.
Honorarno je Leško poučeval v različnih glasbenih šolah: v Škofji Loki (harmoniko, kitaro in trobento v letih 1962–1968) in v Železnikih (harmoniko od leta 1967; vodil je tudi harmonikarski orkester od leta 1968).
Ladislav Leško je bil tudi dirigent Goriškega pihalnega orkestra in Prvačke pleh muzike.
V oba sestava je prinesel ogromno izkušenj in glasbenega znanja, ki ga je z veseljem predajal godbenikom. Orkestra sta aprila 2015 skupaj izvedla spominski koncert njegovih skladb in priredb.

## Orkestri
- Veliki zabavni orkester v Vukovarju
- Godba Straža (danes Pihalni orkester Krka) 1957–1958
- Vojaški orkester Ljubljana 1962–1986
- Harmonikarski orkester Glasbene šole Železniki 1968
- Goriški pihalni orkester 1985–1998
- Prvačka pleh muzika 1998–2007

## Glasbena dela in priredbe
Ladislav Leško velja za mojstra usklajevanja vokalnih in instrumentalnih solistov z glasbeno spremljavo orkestra.
Zato ne čudi, da njegova dela še danes radi izvajajo tako profesionalni kot ljubiteljski pihalni orkestri.
Ugledno mesto je Leško našel tudi v »zeleni bratovščini«, saj sodi med redke skladatelje in aranžerje skladb za ansamble lovskih rogov.
Aranžiranje za ta instrument je zaradi skromnega obsega razpoložljivih tonov še posebej zahtevno.

### (Nerazporejeno:)
- L. Leško: Majolka[14]
- L. Leško: Ti si urce zamudila[15]

### Odrska dela
- B. Ipavec, A. Kotzebue, prir. L. Leško: Tičnik (spevoigra za vokale, zbor in orkester)[16][17]

### Koncertne skladbe za pihalni orkester
- D. Bučar, prir. L. Leško: Belokranjske pisanice – 1. Ob Kolpi[18]
- L. Leško: Capriccio (COBISS) (Hartman, 1992)[19][20]
- L. Leško: Capriccio (priredba za Prvačko pleh muziko)
- L. Guglielmi, prir. L. Leško: Ciliegi Rosa / Cerisiers Roses et Pommiers Blancs[20]
- L. Leško: Drežnica[18]
- L. Leško: Kovinarski capriccio (za Pihalni orkester Litostroj ob 30-letnici ustanovitve)[21]
- L. Leško: Kratek sprehod[22][23]
- G. Miller, prir. L. Leško: Mesečeva serenada / Moonlight Serenade[24]
- D. Bučar, prir. L. Leško: Motivi iz Bele krajine[25]
- M. Kozina, prir. L. Leško: Na svoji zemlji – triptih (COBISS)[26]
- L. Leško: Nostalgija[27]
- L. Leško: Ples ob Krki (COBISS)
- D. Bučar, prir. L. Leško: Splet belokranjskih motivov[28]
- L. Leško: Večer ob Dravi

### Skladbe za pevski zbor ob spremljavi orkestra
- J. B. Blobner, prir. L. Leško: Delavski pozdrav[26]
- R. Gobec; N. Maurer, prir. L. Leško: Gradimo most prijateljstva[29]
- D. Velkaverh; T.Hrušovar, prir. L. Leško: Jugoslavija (za ženski vokal in zbor)[30]
- M. Alečković; M. Klopčič; N. Hercigonja, prir. L. Leško: Jugoslavija[26]
- D. Živković; M. Popović Zahar, prir. L. Leško: Jugoslavijo[30]
- R. Gobec, prir. L. Leško: Mi smo mladi bataljoni[29]
- R. Gobec; F. Roš, prir. L. Leško: Naprej ponosno (COBISS)[26]
- E. Goncin; J. Miklavc; J. Chirescu; R. Gobec, prir. L. Leško: Pesem miru[29]
- R. Gobec; M. Klinar, prir. L. Leško: Pesem o slavi (COBISS)[26]
- R. Simoniti; S. Samec, prir. L. Leško: Pesem o Titu (COBISS)[30][26]
- E. Glavnik; M. Golar, prir. L. Leško: Titovi graničarji (za bas vokal in zbor)[31][29]
- B. Karakaš, prir. L. Leško: U svitanje zore (za zbor in harmoniko) (COBISS)[32][33][34]
- Č. Minderović; R. Gobec; O. Danon, prir. L. Leško: Zastava partije[26]

### Skladbe za soliste ob spremljavi orkestra
- J. Arban, prir. B. Lesjak in L. Leško: Beneški karneval (za evfonij ali trobento)
- S. Cardillo, R. Cordiferro, prir. L. Leško: Core 'ngrato (za vokal)[35][36]
- V. Monti, prir. L. Leško: Czardas (za harmoniko)[20]
- N. Rimski Korzakov, prir. L. Leško: Čmrljev let (za klarinet)[37]
- B. Ipavec; J. Razlag, prir. L. Leško: Domovini (za vokal ali duet in zbor)[38][24]
- L. Leško; B. Bašić, prir. F. Pomykalo: Glas sa mora (za moški vokal)[39][40]
- L. Leško: Kol'kor kapljic, tol'ko let (za vokal)
- L. Leško; K. Destovnik – Kajuh: Materi padlega partizana (za vokal)[41]
- J. Privšek, prir. L. Leško: Mati bodiva prijatelja (za vokal)[42]
- J. Massenet, prir. L. Leško; Meditacija iz opere Thaïs (za klarinet)
- A. L. Webber, prir. L. Leško: Memory iz muzikala Cats (za vokal)[43][20]
- E. Glavnik; B. Karakaš, prir. L. Leško: Naš bataljon (za bas vokal ali zbor)[44][25]
- F. Potočar, L. Leško: Ob Krki (za harmoniko)[45]
- L. Leško; A. Leško: Odmev (za vokal)[46]
- G. Puccini; G. Forzano, prir. L. Leško: O mio babbino caro – arija Laurette iz opere Gianni Schicchi (za sopran)[47][48][36]
- G. Capurro; E. di Capua, A. Mazzucchi, prir. L. Leško: 'O sole mio (za vokal)[24]
- L. Leško; E. Budau: Njeno pismo (za moški vokal)[49] / Pismo (za ženski vokal)[25]
- L. Leško; B. Karakaš: Pjesma mornara u noći (za vokal)[50]
- V. Vanda, prir. L. Leško: Racman Jaka in pozavna (za pozavno)[51]
- R. Simoniti; K. Destovnik – Kajuh, prir. L. Leško: Samo en cvet (za moški vokal)
- L. Leško; E. Budau: Stvari, ki spominjajo me nate (za ženski vokal)[52]
- L. Leško; B. Karakaš: Tiho putuje trube zov (za vokal)[53]
- G. Verdi, prir. L. Leško: Libiamo ne' lieti calici – Napitnica iz opere Traviata (za duet)[36]
- J. Privšek; D. Porenta, prir. L. Leško: 30 let (za moški vokal)[54][55]
- G. Rossini, prir. L. Leško: Una voce poco fa – arija Rosine iz opere Seviljski brivec (za sopran)[56][57]
- L. Leško; B. Karakaš, prir. S. Kalogjera: Usamljeno stablo (za moški vokal)[58][59]
- G. Puccini; L. Illica; G. Giacosa, prir. L. Leško: Valzer di Musetta – arija Quando m'en vo' soletta iz opere La bohème (za sopran)[47][60]
- O. Pestner; E. Budau, prir. L. Leško: Vse je lepše, ker te ljubim (za moški vokal ali duet)[54]
- J. Privšek, prir. L. Leško: Zato sem noro te ljubila (za ženski vokal)[42]

### Koračnice
- L. Leško: 25. maj[18][61]
- L. Leško: Aviza
- N. Kalogjera, prir. L. Leško: Bitka na Neretvi[38]
- L. Leško: Klic iz gora[29]
- L. Leško: Ko je ur'ca polnoči[62][63][64]
- L. Leško: Kovačija
- L. Leško: Kukavica[62][65]
- L. Leško: Litostrojska (za Pihalni orkester Litostroj)[21]
- R. Granata, prir. L. Leško: Marina[20]
- L. Leško: Ob tabornem ognju
- F. Marolt, prir. L. Leško: Po poteh XIV. divizije / Putevima XIV. divizije (COBISS) (COBISS) (Muzičko odeljenje Saveznog sekretarijata za narodnu odbranu, 1978)[28]
- J. Vejvoda, prir. L. Leško: Rozamunda / Škoda lásky[20]
- L. Leško: S pjesmom do pobjede[28]

### Žalne skladbe
- L. Leško: Brez besed / Bleda luna[20]
- L. Leško: Počiva jezero v tihoti[20]
- L. Leško: Postoj / Stoji tam v gori partizan

### Skladbe za komorne sestave
- L. Leško; O. Vrhovnik; J. Mösenbichler: Abendglocken (za saksofonski orkester)[20]
- L. Leško; O. Vrhovnik: Intrada (za 7 saksofonov)[20]
- D. Živković; L. Leško; O. Vrhovnik: Jugoslavijo (za saksofonski orkester)[20]
- L. Leško: Klic na lov (za ansambel lovskih rogov)[66]
- L. Leško: Lovska koračnica (za ansambel lovskih rogov)[66]
- S. Binički; L. Leško; O. Vrhovnik: Na Drini (koračnica za saksofonski orkester)[20]
- L. Leško: Odmev (za ansambel lovskih rogov)[20][66]
- L. Leško: Odmev s Triglava (za ansambel lovskih rogov)[66]
- L. Leško: Po jezeru bliz' Triglava (za ansambel lovskih rogov)[12]
- S. Ristovski, prir. L. Leško: Praznična polka (COBISS) (za godalni orkester)
- L. Leško: Roulette / Roulette capriccio (za saksofonski kvartet, posvečena Otu Vrhovniku)[20]
- L. Leško; O. Vrhovnik: Teufelstanz op. 2 (za altovski saksofon in klavir)[67]

## Diskografija
Posnetki, kjer je Ladislav Leško sodeloval kot dirigent orkestra, avtor ali aranžer skladb:
- Revijski orkestar i hor Umjetničkog ansambla Doma JNA Beograd – Naš kapetan, dirigent Budimir Gajić (DISCOGS) (plošča, RTV Beograd, 1965)
- Revijski orkestar i hor Umjetničkog ansambla Doma JNA Beograd – Usamljeno stablo, dirigenta Bojan Adamič in Budimir Gajić  (COBISS) (plošča, RTV Beograd, 1966)
- Vojni orkestar Ljubljana – Naš bataljon, dirigent Pavle Brzulja (COBISS) (plošča, RTV Beograd, 1972)
- Hor Sarajevske armijske oblasti, Hor Beograjske armijske oblasti, Hor Vojnog područja Titograd, Hor Ratne mornarice, Hor Skopske armijske oblasti, Hor Ljubljanske armijske oblasti, Hor Ratnog vazduhoplovstva, Hor Niške armijske oblasti, Hor Zagrebačke armijske oblasti – Mi smo mlada vojska Titova (DISCOGS) (plošča, RTV Beograd, 1976)
- Moški pevski zbor VRES DPD »Svoboda« Prevalje, Pihalni orkester ravenskih železarjev, Mladinski zbor MKUD Franci Paradiž Gimnazije Ravne na Koroškem, Otroški zbor Osnovne šole Miloš Ledinek Črna na Koroškem – Koroška Titu, dirigent Alojz Lipovnik (COBISS) (plošča, RTV Ljubljana,1979)
- Vojni orkestar Ljubljana – Titov naprijed, dirigenti Pavle Brzulja, Ladislav Leško in Bojan Adamič (COBISS) (COBISS) (kaseta in plošča, RTV Ljubljana, 1979, 1980)
- Moški pevski zbor lesarjev Slovenije, Vojaški orkester ljubljanske garnizije – Na svoji zemlji, dirigent Ladislav Leško (COBISS) (COBISS) (kaseta in plošča, RTV Ljubljana, 1981)
- Mladinski pevski zbor »Vesna« Zagorje ob Savi, Delavski pihalni orkester Zagorje ob Savi – Mladinski pevski zbor Vesna / Delavski pihalni orkester Zagorje ob Savi (DISCOGS) (plošča, RTV Ljubljana, 1981)
- Pihalni orkester Litostroj – Ob 35-letnici, dirigent Blagoje Ilić (DISCOGS) (plošča, Helidon, 1985)
- Vojaški orkester Ljubljana, Moški zbor Lesarji Slovenije – Klic iz gora, dirigenta Ladislav Leško in Stjepan Kveštak (COBISS) (kaseta, RTV Ljubljana, 1985)
- Zasavski rogisti – Odmev lovskih rogov (DISCOGS) (kaseta, Ligra, 1991)
- Oto Vrhovnik, Jeanine Kies – Saxophone Recital, Works for Saxophone & Piano (COBISS) (COBISS) (CD in MP3, Antes, 1992, 1993, 2007, 2008, 2009)
- Austria Saxophon Orchester – Saxophone Music, dirigent Oto Vrhovnik (COBISS) (COBISS) (kaseta, CD in MP3, Bella Musica, 1992, 1994, 1999, 2009)
- Saxovhonik Quartett – Transpirationen (DISCOGS) (CD, GPE, 1993)
- Pihalni orkester Rudnika Mežica '94, dirigent Janez Miklavžina (COBISS) (kaseta, Coda, 1994)
- Pihalni orkester Škofja Loka – Koncert ob 70-letnici, dirigent Ivo Gulić (kaseta, 1996)[68]
- Saksofonski orkester poletne šole »Velenje '96«, Saksofonski kvartet srednje glasbene šole Velenje, Saksofonski kvartet »Danubia« Dunaj – Slovenska glasba za saksofone, dirigent Oto Vrhovnik (COBISS) (CD, RTV Slovenija, 1997)
- Pihalni orkester »Kras« Doberdob – Za stare plesalce, dirigent Stojan Ristovski (COBISS) (kaseta, Pihalni orkester Kras, 1997)
- Pihalni orkester Ormož – Posneto v letih: 1991, 1993, 1997, dirigent Slavko Petek (COBISS) (CD, Glasbena šola Ormož, 200?)
- Pihalni orkester Bežigrad – 25 let, dirigent Viktor Kresnik (COBISS) (kaseta, RTV Slovenija, 2001)
- Železničarska godba Zidani most – 100 let Železničarske godbe Zidani most, dirigent Franci Lipovšek (COBISS) (CD, RTV Slovenija, 2002)
- Policijski orkester – Božično-novoletni koncert: v živo, dirigent Milivoj Šurbek (COBISS) (CD, RTV Slovenija, 2005)
- Orkester Slovenske vojske – 1996–2006, dirigenti Andreja Šolar, Jani Šalamun, Franc Rizmal in Milivoj Šurbek (COBISS) (2 CD in DVD, RTV Slovenija, 2006)
- Pihalni orkester SVEA Zagorje – 145 let, dirigent Peter Kuder (COBISS) (CD, Zlati zvoki, 2006)
- Policijski orkester – 60 let: Najlepše slovenske popevke s solisti Alenko Godec, Nušo Derenda, Nuško Drašček in Matjažem Mrakom, dirigent Tomaž Kmetič (COBISS) (CD, Policijski orkester, 2008)
- Društvo godbenikov Zreče – Večno zelene: z božično-novoletnega koncerta 2008, dirigent Avgust Skaza (COBISS) (CD, Fancy Music, 2009)
- KUD Godba na pihala Črnomelj – Vrača se pomlad, dirigent Tone Kralj (COBISS) (CD, Dream Studio Krt, 2009)
- Pihalni orkester Izola – V živo, dirigent Mirko Orlač (COBISS) (CD, Pihalni orkester Izola, 2010)
- Pihalni orkester SVEA Zagorje – 150 let, dirigenti Edvard Eberl, Emil Krečan in Peter Kuder (COBISS) (CD in DVD, RTV Slovenija, 2011)
- Mestni pihalni orkester Škofja Loka – Loka jo piha: 140 let (1876–2016), dirigent Roman Grabner (COBISS) (CD, Mestni pihalni orkester Škofja Loka, 2016)
- Luka Einfalt in Godba Domžale – Luka z (z)godbo, dirigent Damjan Tomažin (COBISS) (CD, Godba Domžale, 2018)